# Baudignécourt
Baudignécourt est une ancienne commune française et une commune déléguée de Demange-Baudignécourt, située dans le département de la Meuse, en région Grand Est.
La commune, à la suite d'une décision du conseil municipal et par arrêté préfectoral du 19 décembre 2018, devient une commune déléguée de la nouvelle commune de Demange-Baudignécourt, depuis le 1er janvier 2019.

## Toponymie
Le nom du site apparaît en 1130 dans le titre de fondation de l'abbaye d'Évaux ; sur la carte du Toulois de 1707, il figure en tant que Vaudignecourt-Baldineicurtis.
En lorrain, la commune est appelée Baudgneïcou.

## Politique et administration

### Liste des maires
| Période                                  | Période       | Identité          | Étiquette | Qualité |
| ---------------------------------------- | ------------- | ----------------- | --------- | ------- |
| Les données manquantes sont à compléter. |               |                   |           |         |
| mars 2001                                | mars 2008     | Damien Collinet   |           |         |
| mars 2008                                | décembre 2018 | Élisabeth Jeanson | SE        |         |

### Liste des maires délégués
| Période                                  | Période                      | Identité          | Étiquette | Qualité |
| ---------------------------------------- | ---------------------------- | ----------------- | --------- | ------- |
| janvier 2019                             | En cours (au 1 janvier 2019) | Élisabeth Jeanson | SE        |         |
| Les données manquantes sont à compléter. |                              |                   |           |         |

## Démographie
L'évolution du nombre d'habitants est connue à travers les recensements de la population effectués dans la commune depuis 1793. Pour les communes de moins de 10 000 habitants, une enquête de recensement portant sur toute la population est réalisée tous les cinq ans, les populations de référence des années intermédiaires étant quant à elles estimées par interpolation ou extrapolation. Pour la commune, le premier recensement exhaustif entrant dans le cadre du nouveau dispositif a été réalisé en 2005.

En 2016, la commune comptait 65 habitants, en évolution de −15,58 % par rapport à 2010 (Meuse : −4,4 %, France hors Mayotte : +2,11 %).
| 1793 | 1800 | 1806 | 1821 | 1831 | 1836 | 1841 | 1846 | 1851 |
| ---- | ---- | ---- | ---- | ---- | ---- | ---- | ---- | ---- |
| 180  | 176  | 185  | 169  | 173  | 166  | 180  | 188  | 209  |

| 1856 | 1861 | 1866 | 1872 | 1876 | 1881 | 1886 | 1891 | 1896 |
| ---- | ---- | ---- | ---- | ---- | ---- | ---- | ---- | ---- |
| 174  | 185  | 175  | 175  | 165  | 177  | 198  | 159  | 147  |

| 1901 | 1906 | 1911 | 1921 | 1926 | 1931 | 1936 | 1946 | 1954 |
| ---- | ---- | ---- | ---- | ---- | ---- | ---- | ---- | ---- |
| 131  | 116  | 142  | 142  | 119  | 114  | 107  | 105  | 122  |

| 1962 | 1968 | 1975 | 1982 | 1990 | 1999 | 2005 | 2006 | 2010 |
| ---- | ---- | ---- | ---- | ---- | ---- | ---- | ---- | ---- |
| 129  | 111  | 94   | 96   | 111  | 97   | 81   | 80   | 77   |

| 2015 | 2016 | - | - | - | - | - | - | - |
| ---- | ---- | - | - | - | - | - | - | - |
| 66   | 65   | - | - | - | - | - | - | - |

## Culture locale et patrimoine

### Héraldique
| Blason de Baudignécourt | Blason  | D'azur à un coq hardi crêté, allumé, barbillé de gueules au chef d'argent à deux couronnes de laurier de gueules. |
| Blason de Baudignécourt | Détails | D'azur à un coq hardi crêté, allumé, barbillé de gueules au chef d'argent à deux couronnes de laurier de gueules. Le coq hardi évoque le toponyme de Baudignécourt jadis Baldinei-Curtis qui signifie audacieux. Les couronnes de laurier illustrent le prénom Laurent qui signifie « paré de couronne de laurier ». Elles sont de gueules pour souligner le martyre de saint Laurent, patron de la paroisse. Armoiries composées par R.A. Louis et adoptées par la commune le 8 décembre 2015. |